# Población de tamaño pequeño
Población de tamaño pequeño es en biología, las especies con un tamaño poblacional pequeño, que se encuentran sujetas a una alta probabilidad de extinción, porque su bajo tamaño poblacional les hace más vulnerables a los efectos de la deriva genética, resultando en variaciones estocásticas de su acervo genético, su demografía y su ambiente.
La población biológica mínima viable de una especie es la menor población aislada que posea una probabilidad del 99% de persistir durante 1000 años a pesar de los previsibles efectos de la aleatoriedad demográfica, ambiental y genética, y de las catástrofes naturales. Permite estimar el número de individuos necesario para conservar una especie en un futuro inmediato. Por debajo de ese número, la especie está abocada a la extinción.
- Datos: Q7543566